# Kitō Nabesaburō
Kitō Nabesaburō (japanisch 鬼頭 鍋三郎; geb. 18. Juni 1899 in Nagoya; gest. 14. Juni 1982) war ein japanischer Maler der Yōga-Richtung während der Shōwa-Zeit.

## Leben und Werk
Nachdem Kitō seinen Abschluss an der Nagoya School of Commerce gemacht hatte, ging er nach Tōkyō, wo er unter Okada Saburōsuke und Tsuji Hisashi (1887–1972) Malerei studierte. Kitō konnte seine ersten Bilder 1924 auf der 5. Jährlichen Teiten-Ausstellung zeigen. Er präsentierte seine Bilder auch auf den Ausstellungen der Kōfū-kai (光風会) und gewann 1927 den Kōfū-Preis. 1931 wurde er Mitglied dieser Vereinigung. 1934 wurde Kito auf der 15. Teiten geehrt und 1943 wurde er Juror für die Ausstellungen der Shin-Bunten.
Nach dem Pazifikkrieg zeigte Kitō seine Bilder hauptsächlich auf der Nitten und den Ausstellungen der Kōfū-kai und wirkte als einer ihrer Juroren. 1955 erhielt Kitōs Gemälde „Im Atelier“ (アトリエにて, Atorie nite), das er auf der 11. Nitten gezeigt hatte, den Preis der Japanischen Akademie der Künste, 1963 wurde er Mitglied der Akademie.
Kitōs Arbeiten wurden insgesamt in realistischer Manier ausgeführt. Insbesondere wurde er durch seinen sanften Stil bekannt, in dem er seine Bilder malte, besonders auch die der jungen Mädchen und Frauen. In den 1970er Jahren wandelte sich sein Stil, er wurde auf japanische Weise dekorativer, traditioneller, wie seine Serie von Bildern tanzender Mädchen (舞子, Maiko) zeigt. – Repräsentative Werke sind „Nähen“ (縫物, Nuimono; 1943), „Ballerina“ (バレリーナ, Barerīna; 1951) und „Neujahr“ (正月, Shōgatsu; 1978). – Während des Pazifikkriegs malte Kitō auch Kriegsbilder, so die unten gezeigte „Kleine Pause“. Ein weiteres Bild im Nationalmuseum für moderne Kunst Tokio zeigt den General Okamura Yasuji mit seinem Stab an der Front.